# Ian Colin Percival
Ian Colin Percival (1931) é um físico britânico. Foi professor de matemática aplicada do Queen Mary and Westfield College da Universidade de Londres.
Recebeu em 1985 o Prêmio Naylor e em 1999 a Medalha Dirac (IOP).

## Publicações
- com Derek Richards: Introduction to Dynamics, Cambridge University Press, 1982
- Chaos: A Science for the Real World, in Nina Hall (Herausgeber) The New Scientist Guide to Chaos, Penguin 1992 (também New Scientist, 21. Oktober 1989)
- Quantum State Diffusion, Cambridge University Press 1998
- com Nicolas Gisin The Quantum-State Diffusion Model applied to Open Systems, Journal of Physics A, Band 25, 1992, p. 5677-91
- Editor com P. Cvitanović, A. Wirzba: Quantum Chaos- Quantum Measurement, Kluwer 1992 (darin von Percival: Quantum Records)
- Editor com Michael Berry, Nigel Oscar Weiss Dynamical Chaos, Royal Society London 1987, Princeton University Press 1989 (Royal Society Discussion Meeting 4. / 5. Februar 1987)
  - Auch Proc. Roy. Soc., A, Band 413, 1987 (darin von Percival Chaos in Hamiltonian Systems, p. 131)
- Integrable and nonintegrable Hamiltonian systems, in'Non- linear dynamics aspects of particle accelerators, Lecture Notes in Phys, Band 247, 1986, p. 12-36